# ساتوشي ياماغوتشي (لاعب كرة قدم - ولد 1959)
ساتوشي ياماغوتشي (باليابانية: 山口 悟) (1 أغسطس 1959 في أويتا في اليابان – )؛ هو لاعب كرة قدم ياباني سابق كان يلعب كحارس مرمى. سبق له أن لعب مع منتخب اليابان.

## وصلات خارجية
- ساتوشي ياماغوتشي على موقع الاتحاد الدولي (مؤرشف)  (الإنجليزية)
- ساتوشي ياماغوتشي على موقع ناشيونال فوتبول تيمز (الإنجليزية)
- ساتوشي ياماغوتشي على موقع عالم كرة القدم.نت (الإنجليزية)
- National Football Teams
- Japan National Football Team Database